# Metaphidippus albopilosus
Metaphidippus albopilosus är en spindelart som först beskrevs av Peckham, Peckham 1901.  Metaphidippus albopilosus ingår i släktet Metaphidippus och familjen hoppspindlar. Inga underarter finns listade i Catalogue of Life.